# Gira Latinoamericana
La denominada Gira Latinoamericana fue la tercera gira de conciertos realizada por la banda chilena Los Prisioneros alrededor de 1988 y 1989, como promoción del álbum La cultura de la basura.
La gira se caracterizó, inicialmente, por ser la más ambiciosa de Los Prisioneros, ya que abarcaría cuarenta fechas de Arica a Punta Arenas, y más tarde, diversos puntos de Sudamérica. Sin embargo, un mes después de haber iniciado, la gira fue suspendida por la revocación de los permisos municipales en los lugares donde tocarían. El motivo de esto, fue cuando la banda dio a conocer su apoyo al NO en el plebiscito nacional de 1988. Durante este período, Los Prisioneros volvieron a tocar únicamente en septiembre y octubre de 1988, actuando gratuitamente en tres concertaciones a favor de dicha opción.
La gira fue retomada en noviembre, pero se abarcó fuera de Chile, ya que la banda decidió promover su trabajo en el extranjero. Con exitosas presentaciones en Perú, Ecuador y Colombia, el tour continuaría a inicios de 1989 en Venezuela, pero las fechas se suspendieron por la grave crisis política y social que siguió al «Caracazo». Posteriormente se trasladaron a México, y cuando estaban haciendo sus primeras presentaciones, el estado de salud de Claudio Narea (guitarrista del conjunto) decayó a causa de una hepatitis; por órdenes médicas, debió regresar a Chile a tomar reposo, y la banda canceló el resto de la gira. Era mayo de 1989.

## Fechas de la gira
Estas son, en su parcialidad, las fechas de la Gira Latinoamericana.

### Primera etapa
| Fecha (s)               | Ciudad               | País  | Lugar                           | Asistencia |
| ----------------------- | -------------------- | ----- | ------------------------------- | ---------- |
| 14 de abril de 1988     | Valparaíso           | Chile | Fortín Prat                     | Sin datos  |
| 19 de abril de 1988 (*) | San Miguel, Santiago | Chile | Instituto Miguel León Prado (*) | Sin datos  |
| abril 1988              | Villa Alemana        | Chile | Gimnasio Luis Cruz Martínez     | Sin datos  |
| abril 1988              | Los Andes            | Chile | Sin datos                       | Sin datos  |
| mayo 1988               | San Felipe           | Chile | Sin datos                       | Sin datos  |
| mayo 1988               | La Serena            | Chile | Sin datos                       | Sin datos  |
| mayo 1988               | Copiapó              | Chile | Sin datos                       | Sin datos  |

#### Presentaciones posteriores
| Fecha (s)                | Ciudad   | País      | Lugar                                                           | Asistencia       |
| ------------------------ | -------- | --------- | --------------------------------------------------------------- | ---------------- |
| 10 de septiembre de 1988 | Santiago | Chile     | Plaza Benjamín Vicuña Mackenna (concentración del NO)           | Sin datos        |
| 18 de septiembre de 1988 | Bogotá   | Colombia  | Estadio El Campín (Festival Concierto de Conciertos)            | Sin datos        |
| 24 de septiembre de 1988 | Santiago | Chile     | Parque La Bandera (concentración del NO)                        | 100.000 (aprox.) |
| 1 de octubre de 1988     | Santiago | Chile     | Avenida Departamental (concentración del NO; cierre de campaña) | 1.200.000        |
| 14 de octubre de 1988    | Mendoza  | Argentina | Estadio de River Plate (Amnesty Internacional)                  | 30.000 (aprox.)  |